# Potencialno ogrožena vrsta
Potencialno ogrožena vrsta (angleško Near Threatened, okrajšava NT) je kategorija Rdečega seznama Svetovne zveze za varstvo narave (IUCN), v katero sodijo živeče vrste ali nižji taksoni, za katere obstaja verjetnost, da bodo postali ogroženi v bližnji prihodnosti. IUCN zato priporoča pogosto ocenjevanje stanja vrste, da se lahko ob morebitnem poslabšanju situacije hitro uvedejo ustrezni ukrepi za zaščito.
Odločitev za uvrstitev med potencialno ogrožene vrste se običajno opira na kriterije za ranljive vrste, ki so v danem primeru verjetni ali skoraj izpolnjeni, npr. zmanjšanje populacije ali območja razširjenosti. Od spremembe sistema kategorij leta 2001 so med potencialno ogrožene vključene tudi vrste, katerih stanje je odvisno od aktivnega varovanja. Pred tem so bile uvrščene v samostojno kategorijo »varstveno odvisne vrste«.
Med potencialno ogroženimi je po najnovejšem Rdečem seznamu (2007) 3703 vrst, od tega 2423 živalskih in 1050 rastlinskih, poleg tega pa sodita zraven še 402 varstveno odvisni vrsti, katerih stanje ni bilo ponovno ocenjeno že vsaj od leta 2000.

## Primeri
- Vidra
- Ris
- Jaguar
- Koala
- Orka (še vedno uvrščena med varstveno odvisne vrste)
- Žirafa (še vedno uvrščena med varstveno odvisne vrste)